# Podisus
Genre
Podisus est un genre d'insectes du sous-ordre des hétéroptères (punaises).

## Espèces rencontrées en Amérique du Nord
- Podisus fretus Olsen, 1916
- Podisus fuscescens (Dallas, 1851)
- Podisus maculiventris (Say, 1832)
- Podisus modestus (Dallas, 1851)
- Podisus mucronatus Uhler, 1897
- Podisus placidus Uhler, 1870
- Podisus sagitta (Fabricius, 1794)
- Podisus serieventris Uhler, 1871
- Podisus vittipennis Herrich-Schaeffer, 1851